# قره‌قاش‌لو
قره‌قاش‌لو یک منطقهٔ مسکونی در ایران است که در دهستان مهماندوست واقع شده‌است.